# Sebastián Soria
Pour les articles homonymes, voir Quintana.
Andrés Sebastián Soria Quintana est un footballeur uruguayen naturalisé qatari né à Paysandú le 8 novembre 1983.
Son poste de prédilection est attaquant. Convoqué avec l'équipe du Qatar moins de 23 ans pour les Jeux asiatiques de 2006, il participe grandement à la victoire finale du Qatar en marquant quatre buts dans la compétition (notamment un en demi-finale contre l'Iran).
Il joue depuis 2004 dans le golfe Persique, à Al-Rayyan SC après un passage au Lekhwiya. Il marque 17 buts et devient 3e meilleur buteur du championnat 2007-08 et le meilleur buteur durant la saison 2012-13 avec 19 buts.

## Clubs
- 2002-2004 : Liverpool Fútbol Club  Uruguay
- 2004-2005 : Al Gharrafa Doha  Qatar
- 2005-2012 : Qatar SC  Qatar
- 2012-2015 : Lekhwiya SC  Qatar
- 2015- : Al-Rayyan SC  Qatar

## Équipe nationale
- 2006-2017 :  Qatar : 123 matchs (40 buts)

## Palmarès
- Al Gharrafa Doha
  - Championnat du Qatar: 2005
  - Coupe Sheikh Jassem du Qatar: 2005
- Qatar SC
  - Coupe Crown Prince de Qatar: 2009
- Lekhwiya
  - Championnat du Qatar :
    - Vice-Champion en 2013
    - Champion en 2014 et en 2015

  - Coupe Crown Prince de Qatar :
    - Vainqueur en 2013

## Distinctions personnelles et records
- Meilleur buteur du championnat du Qatar 2012-2013 : 19 buts.